# Holocheilus pinnatifidus
Holocheilus pinnatifidus là một loài thực vật có hoa trong họ Cúc. Loài này được (Less.) Cabrera mô tả khoa học đầu tiên năm 1968.